# الکساندر ایوانیتسکی
الکساندر ایوانیتسکی (روسی: Александр Владимирович Иваницкий؛ زادهٔ ۱۰ دسامبر ۱۹۳۷- درگذشته ۲۲ ژوئیه ۲۰۲۰) کشتی‌گیر اهل اتحاد جماهیر شوروی سوسیالیستی بود.
در ۲۲ ژوئیه ۲۰۲۰ جسد او در شهر مسکو پیدا و مرگ وی در سن ۸۲ سالگی اعلام شد.